# Peugeot Type 19
La Peugeot type 19 est un modèle d'automobile Peugeot produit de 1897 à 1902 et conçu par Armand Peugeot, fondateur de la marque en 1896.